# 변종문
변종문(卞鍾文, 1976년 10월 30일 ~ )은 대한민국의 알파인 스키 선수이다. 1996년 동계 아시안 게임 슈퍼대회전 부문에서 금메달을 획득하여 대한민국 선수로는 최초로 아시안 게임 스키 금메달을 획득하였다. 올림픽에 2번 참가하였으며(1998, 2002), 세계 알파인 스키 선수권 대회에 3번 출전했다(1997, 2001, 2003).